# Ozyptila nongae
Ozyptila nongae är en spindelart som beskrevs av Paik 1974. Ozyptila nongae ingår i släktet Ozyptila och familjen krabbspindlar. Inga underarter finns listade i Catalogue of Life.